# Georg Mohr (Mathematiker)
Jørgen Mohr (latinisiert: Georg(ius) Mohr; * 1. April 1640 in Kopenhagen; † 26. Januar 1697 in Kieslingswalde, heute Sławnikowice) war ein dänischer Mathematiker. Er bereiste die Niederlande, Frankreich und England.

## Leben und Wirken
Georg Mohr wurde in Kopenhagen als Sohn des Hospitalinspektors und Kaufmanns David Mohrendal geboren. Sein Beitrag zur Geometrie bestand in dem Beweis, dass jede geometrische Konstruktion, die mit Zirkel und Lineal gemacht werden kann, auch mit dem Zirkel allein möglich ist (Satz von Mohr-Mascheroni). Er veröffentlichte diesen Beweis in dem Buch Euclides Danicus, Amsterdam 1672, das er dem dänischen König in Erwartung einer finanziellen Versorgung widmete. Der König wollte ihn zum Inspektor der königlichen Werft ernennen; das war Mohr aber zu viel an Verpflichtung, denn er wollte als freier Gelehrter leben und lehnte darum ab.
Obwohl dieses Buch in den mathematischen Bibliografien enthalten war, machte sich niemand die Mühe, es zu überprüfen, und so blieb es für 250 Jahre unbeachtet. Mohrs Resultate wurden stattdessen dem Italiener Lorenzo Mascheroni zugeschrieben, der unabhängig von Mohr hundert Jahre später den Beweis lieferte (1797). Nachdem einer seiner Studenten das Buch in einem Kopenhagener Antiquariat fand, verhalf der Mathematikprofessor Johannes Hjelmslev Mohr 1928 zur Anerkennung seines Verdienstes und brachte das Werk als Faksimile im gleichen Jahr neu heraus.
Mohr veröffentlichte seinen Euclides Danicus gleichzeitig auf Dänisch und Holländisch (je mit einem langen Untertitel in der entsprechenden Sprache) statt, wie zu jener Zeit zu erwarten, auf Latein. Lateinisch wäre es einem größeren Leserkreis zugänglich gewesen.
1675 sandte er durch Henry Oldenburg ein Buch über das Ziehen von Wurzeln an Leibniz, der sich im folgenden Jahr in einem Brief an Oldenburg sehr lobend darüber äußerte. Mohrs Sohn (geboren um 1692) behauptete, sein Vater habe drei bedeutende Bücher über Mathematik und Philosophie verfasst, das dritte sei die Gegenübung auf ein mathematisches Tractätlein Compendium Euclidis Curiosi. Mohrs Autorschaft an der Gegenübung wird jedoch bestritten.
Mohr war befreundet mit Ehrenfried Walther von Tschirnhaus und verbrachte seine letzten Lebensjahre als dessen Gast in Kieslingswalde bei Görlitz, wo Tschirnhaus die Keimzelle einer Sächsischen Akademie der Wissenschaften aufbauen wollte.
Der dänische Mathematikerwettbewerb ist nach Georg Mohr benannt.